# Израильско-румынские отношения
Израильско-румынские отношения — международные отношения между Израилем и Румынией. Оба государства установили полноценные дип. отношения 11 июня 1948 года. У Израиля есть посольство в Бухаресте. У Румынии есть посольство в Тель-Авиве и три почетных консульства: в Хайфе, Иерусалиме и Тель-Авиве. Две страны подписали множество двусторонних соглашений и договоров, обе они полноправные члены Союза для Средиземноморья и многих других международных организаций.

## История
Во время холодной войны Румыния оставалась единственной страной Варшавского договора, которая не разорвала дипломатические отношения с Израилем. В 1984 году Израиль посетил румынский министр туризма. В январе 1988 года с визитом в Израиль прибыл румынский министр иностранных дел Иоан Тоту, его сопровождал заведующий отделом И. Миелчою. В октябре 1988 года в Израиль прибыл с румынской делегацией министр иностранной торговли и международного сотрудничества Иоан Унгер. На переговоры с израильским руководством были отправлены эмиссары Николае Чаушеску, хотя сам лидер страны в Израиль так и не приехал, заявив, что сделает это, когда будет улажен арабо-израильский конфликт.
В 2010 году израильский президент Шимон Перес посетил Румынию и встретился с некоторыми членами правительства, а также с президентом Траяном Бэсеску, спикером Сената Мирчей Джоанэ и спикером нижней палаты парламента Робертой Анастасе. Они обсудили вопросы сотрудничества в сфере обороны, технологии, образования, бизнеса и туризма, и подписали два соглашения.
В 2014 году румынский премьер-министр Виктор Понта прибыл в Израиль и встретился с президентом Шимоном Пересом и премьер-министром Биньямином Нетаньяху.
В марте 2016 года румынский президент Клаус Йоханнис посетил Израиль и встретился с израильским коллегой Реувеном Ривлином, спикером Кнессета Юлием Эдельштейном и другими официальными лицами. Они обсудили проблемы терроризма, и память о Холокосте.
4 мая 2017 года румынский премьер Сорин Гриндяну посетил Иерусалим и встретился со своим израильским коллегой Нетаньягу.
В апреле 2018 года румынский премьер-министр Виорика Дэнчилэ одобрила соглашение о переводе румынского посольства в Иерусалим. В конце того же месяца президент страны Клаус Йоханнис призвал её уйти в отставку, так как Дэнчилэ по его мнению, превысила свои должностные полномочия.
В ноябре 2018 года на полях международного форума четырёх государств балканского региона «Крайова» в болгарском городе Варна состоялась встреча израильского премьера Нетаньяху и его румынской коллеги Виорики Дэнчилэ. Стороны обсудили вопросы укрепления двусторонних отношений, пути увеличения объёма торговли и инвестиций, развития сотрудничества в сфере безопасности, борьбы с террором, технологий, энергетики и других областях, а также региональные вопросы и ближневосточные проблемы.
В марте 2019 года глава румынского правительства Виорика Дэнчилэ объявила, что её страна готова перенести посольство в Иерусалим вслед за США и Гватемалой. Это заявление, однако, привело к тому, что король Иордании Абдалла II отменил запланированный официальный визит в Бухарест в знак протеста против решения румынских властей.

## Сотрудничество в военной сфере
В мае 2016 года израильский оборонный концерн «Rafael» подписал договор с румынским концерном «Romaero» на поставку целой серии вооружений, включающей в себя: комплекс ПРО «Железный купол», морской «Железный купол», оружейные системы «Samson» с дистанционным управлением и управляемые ракеты «Spike».
В 2025 году израильский оборонный концерт «Эльбит Маарахот» получил заказ от правительства Румынии на поставку противодроновых систем на сумму $ 60 млн.

## Культура и искусство
В марте 2024 года парламент Румынии подавляющим числом голосов (241 против 3) принял закон, объявляющий 14 мая, дату провозглашения в 1948 году государства Израиль, Днем солидарности и дружбы между Румынией и Израилем.